# Katharina Riedel
Katharina Riedel (* 1968) ist eine deutsche Mikrobiologin, Hochschullehrerin und seit dem 1. April 2021 Rektorin der Universität Greifswald.

## Leben
Nach dem Studium der Biologie wurde sie 1998 an der Technischen Universität München promoviert. 2006 folgte die Habilitation an der Universität Zürich. 2011 wurde sie auf den Lehrstuhl für Mikrobiologie an der Universität Greifswald berufen. Dort war sie von 2016/17 Prodekanin der Mathematisch-Naturwissenschaftlichen Fakultät und wurde 2017 zur Prorektorin für Forschung und Transfer sowie internationale Angelegenheiten und Gleichstellung gewählt. Seit Herbst 2020 ist sie zudem kommissarische Gründungsdirektorin des im Aufbau befindlichen Helmholtz-Instituts für molekulare Infektionsforschung.
Am 21. Oktober 2020 wurde sie vom Erweiterten Senat zur 353. Rektorin der Greifswalder Universität gewählt, als Nachfolgerin von Hannelore Weber. Ihre erste Amtszeit lief vom 1. April 2021 bis zum 31. März 2025. Sie wurde im Dezember 2024 vom Senat der Universität Greifswald für eine zweite Amtszeit gewählt. Diese begann am 1. April 2025 und läuft für vier Jahre.